# لمیتار (نیومکزیکو)
لمیتار (به انگلیسی: Lemitar) یک منطقهٔ مسکونی در ایالات متحده آمریکا است که در نیومکزیکو واقع شده‌است. لمیتار ۳۳۰ نفر جمعیت دارد و ۱٬۴۱۴٫۹ متر بالاتر از سطح دریا واقع شده‌است.